# Смит, Фанни
Фа́нни Смит (англ. Fanny Smith; род. 20 мая 1992, Эгль, Во) — швейцарская фристайлистка, специализирующаяся в дисциплине ски-кросс. Призёр Олимпийских игр, трёхкратная чемпионка мира, обладательница Малого хрустального глобуса.

## Карьера

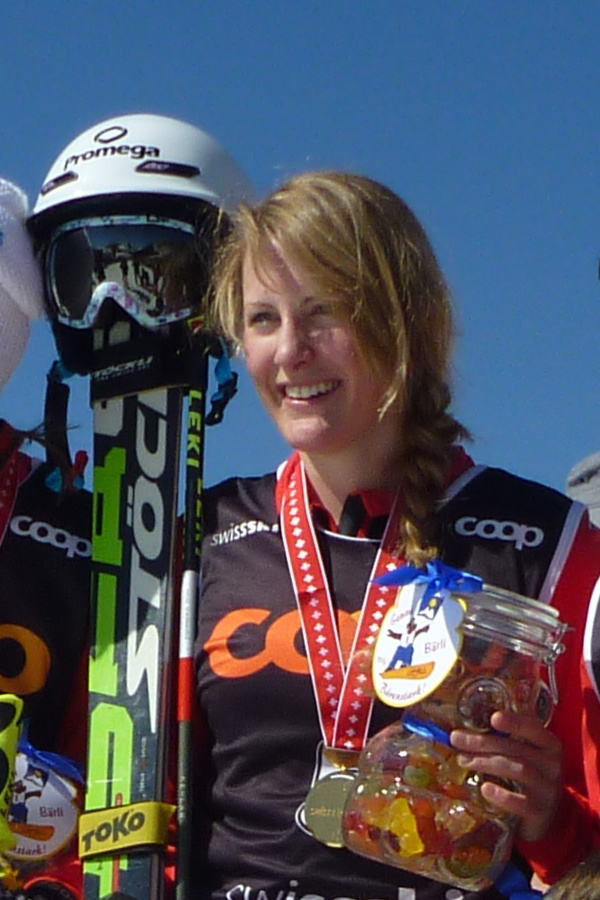
2011 год

Фанни Смит родилась в семье поселившихся в Швейцарии американца и англичанки. Первоначально занималась горнолыжным спортом, в тринадцатилетнем возрасте выиграла юниорский чемпионат Западной Швейцарии в супергиганте, но в шестнадцатилетнем возрасте перешла во фристайл, в дисциплину ски-кросс.
6 марта 2008 года дебютировала в Кубке мира на домашнем этапе в Гриндельвальде, но добраться до финиша не смогла. Первые кубковые очки завоевала почти спустя год, в январе 2009 года, показав 19-й результат на этапе в австрийском Санкт-Иоганне. В олимпийском сезоне 2009/10 сначала впервые в карьере попала в десятку (7-е место в Сан-Кандидо), а чуть позднее и на подиум, став второй в Лейк-Плесиде. На Олимпиаде была самым молодым спортсменом швейцарской сборной, смогла дойти до полуфинала в ски-кроссе и заняла итоговое седьмое место. По итогам сезона получила от FIS титул «Новичок года».
В августе 2010 выиграла юниорский чемпионат мира, а в декабре в Сан-Кандидо одержала первую в карьере победу. Месяц спустя стала бронзовым призёром X-Games. Тогда же дебютировала на чемпионате мира, где замкнула десятку сильнейших.
В начале сезона 2011/12 Смит порвала крестообразные связки и выбыла из соревнований почти на год. После возвращения швейцарка выиграла Малый хрустальный глобус в ски-кроссе и стала чемпионкой мира.
На Олимпиаде в Сочи Смит, как и четыре года назад, дошла до полуфинала, но в полуфинальном заезде и в утешительном финале была последней, заняв в итоге 8-е место. В 2015 году завоевала бронзу чемпионата мира, а в 2017 — «серебро», собрав таким образом полную коллекцию медалей чемпионата мира.
В 2018 году на Олимпийских играх в Пхёнчхане швейцарка с третьей попытки смогла преодолеть полуфинальный раунд, а в финальном заезде опередила шведку Сандру Неслунд, уступила двум канадкам и завоевала бронзовую медаль.

## Результаты на крупнейших соревнованиях

### Зимние Олимпийские игры
| Олимпийские игры | Ски-кросс |
| ---------------- | --------- |
| 2010 Ванкувер    | 7         |
| 2014 Coчи        | 8         |
| 2018 Пхёнчхан    | 3         |
| 2022 Пекин       | 3         |

### Чемпионаты мира
| Чемпионат мира     | Ски-кросс | Командный ски-кросс |
| ------------------ | --------- | ------------------- |
| 2011 Дир-Вэлли     | 10        | н/д                 |
| 2013 Восс          | 1         | н/д                 |
| 2015 Крайшберг     | 3         | н/д                 |
| 2017 Сьерра-Невада | 2         | н/д                 |
| 2019 Парк-Сити     | 2         | н/д                 |
| 2021 Идре Фьелль   | 2         | н/д                 |
| 2023 Бакуриани     | 3         | 5                   |
| 2025 Энгадин       | 1         | 1                   |